# Ola Ray
Ola Ray (ur. 26 sierpnia 1960) – amerykańska modelka i aktorka najbardziej znana z współpracy z Michaelem Jacksonem w jego krótkim filmie „Thriller” do piosenki o tej samej nazwie. Pozowała do Playboya.
Ray skarżyła się w przeszłości na trudności z pobraniem należności za jej udział w „Thrillerze”. Ray oskarżyła Michaela Jacksona o to, ale potem przeprosiła go w 1997 r. Jednak Jackson został ostatecznie pozwany przez Ray 6 maja 2009 w celu uzyskania niewypłaconej należności. Jackson jednak zmarł niecałe dwa miesiące później, 25 czerwca w wieku 50 lat.

## Filmografia
- Ciało i dusza (Body and Soul, 1981)
- Night Shift (1982)
- 48 godzin (1982)
- Człowiek, który kochał kobiety (1983)
- 10 do północy (1983)
- Michael Jackson’s Thriller (1983)
- Faer City (1984)
- Cheers: King of the Hill (1985)
- The Night Stalker (1987)
- Gliniarz z Beverly Hills II (1987)